# Xano Edo
Alejandro Castro Edo dit Xano Edo est un gardien international portugais de rink hockey né le 18 juillet 2001.
Il évolue depuis 2023 au sein du UD Oliveirense.

## Palmarès

### En sélection nationale
Portugal
- Golden CAT (1)
  - Vainqueur : 2023

- Championnat d'Europe des moins de 17 ans (1)
  - Vainqueur : 2017

### En club

#### FC Porto
- Championnat du Portugal de troisième division (1)
  - Champion : 2011

| - Championnat d'Espagne (1) - Champion : 2020 - Liga Catalã Hóquei Patins (1) - Vainqueur : 2019 - WSE Cup (1) - Vainqueur : 2022 | - WSE Continental Cup (1) - Vainqueur : 2022 - WSE Continental Cup (1) - Vainqueur : 2024 |

## Référence
1. ↑  « Fiche de Xano Edo », sur leballonrond.fr